# Яків III (король Кіпру)
Яків (Жак) III (фр. Jacques III; бл. 6 липня 1473 — 26 серпня 1474) — король Єрусалиму, Кіпру та Кілікійської Вірменії (всі титули мав впродовж першого та єдиного року свого життя). Помер за нез'ясованих обставин.